# Magnesiobeltrandoïta-2N3S
La magnesiobeltrandoïta-2N3S és un mineral de la classe dels òxids, que pertany al supergrup de la högbomita.

## Característiques
La magnesiobeltrandoïta-2N3S és un òxid de fórmula química (Mg₆Al₂)(Al18Fe3+₂)O38(OH)₂. Va ser aprovada com a espècie vàlida per l'Associació Mineralògica Internacional l'any 2016, i la primera publicació data del 2018. Cristal·litza en el sistema trigonal. La seva duresa a l'escala de Mohs es troba entre 6 i 6,5.
L'exemplar que va servir per a determinar l'espècie, el que es coneix com a material tipus, es troba conservat a les col·leccions mineralògiques del Museu regional de ciències naturals, secció de mineralogia, petrografia i geologia, a Torí (Itàlia), amb el número de catàleg: m/u17182.

## Formació i jaciments
Va ser descoberta a Marmore, a la call de Valtournanche (Vall d'Aosta, Itàlia). Es tracta de l'únic indret de tot el planeta on ha estat descrita aquesta espècie mineral.